# Josep Gener Sendra
Josep Gener Sendra (Reus, 10 d'agost de 1820 - Madrid, 18 de juliol de 1871) va ser un polític català.
D'ideologia progressista, i amic de Leopoldo O'Donell, ingressà a la Unió Liberal. Va ser diputat a Corts el 1854 per Barcelona i el 1858, el 1863 i el 1865, per Tarragona. El 1860 va ser Director General de Cases de Monedes i Mines. El 1861 era president de la comissió del projecte de llei de cotons. També el 1861 va ser nomenat soci d'Honor del Centre de Lectura de Reus, ciutat amb la que mantingué sempre els vincles tot i residir a Madrid. Membre de la Junta Revolucionària de Madrid, va ser conseller d'estat amb el Govern de González Bravo el 1868, i s'enemistà amb el general Serrano quan aquest va ser nomenat president del govern provisional després de la dimissió d'Isabel II. Retirat de la política, morí el 1871.